# Oriánica Velásquez
Orianica Velasquez Herrera (1 de agosto de 1989) é uma futebolista profissional colombiana que atua como atacante.

## Carreira
Oriánica Velásquez fez parte do elenco da Seleção Colombiana de Futebol Feminino, nas Olimpíadas de 2012 e 2016.